# Coturnicini
Coturnicini – plemię ptaków z podrodziny bażantów (Phasianinae) w obrębie rodziny kurowatych (Phasianidae).

## Zasięg występowania
Plemię obejmuje gatunki występujące w Afryce, Eurazji i Australazji.

## Systematyka
Do plemienia należą następujące rodzaje:
- Tetraogallus J.E. Gray, 1832
- Ammoperdix Gould, 1851
- Anurophasis van Oort, 1910 – jedynym przedstawicielem jest Anurophasis monorthonyx van Oort, 1910 – przepiórka nowogwinejska
- Excalfactoria Bonaparte, 1856
- Synoicus Gould, 1843 – jedynym przedstawicielem jest Synoicus ypsilophorus (Bosc, 1792) – przepiórka błotna
- Margaroperdix Reichenbach, 1853 – jedynym przedstawicielem jest Margaroperdix madagarensis (Scopoli, 1786) – przepiórka madagaskarska
- Coturnix Garsault, 1764
- Alectoris Kaup, 1829
- Perdicula Hodgson, 1837
- Ophrysia Bonaparte, 1856 – jedynym przedstawicielem jest Ophrysia superciliosa (J.E. Gray, 1846) – przepiórecznik
- Pternistis Wagler, 1832